# أمعائيات عاثية وفي
أمعائيات عاثية وفي هو فيروس من فصيلة فيروسات عضلية وجنس فيروسات شبيهة-P2.